# Kateřina Lotrinská (1552–1596)
Kateřina-Marie Lotrinská (18. července 1551 – 5. května 1596), vévodkyně z Montpensier, byla francouzská princezna z rodu Guiseů, která hrála vedoucí roli v Katolické lize během francouzských náboženských válek.

## Mládí
Kateřina-Marie Lotrinská (nebo de Guise) se narodila 18. července 1551. Byla druhým dítětem Františka, vévody z Guise, a Anny d'Este. Jejím starším bratrem byl Jindřich I., vévoda z Guise (1550–1588), známý jako Balafré. Jejími mladšími bratry byli Karel, vévoda z Mayenne (1554–1611), a Ludvík II., kardinál z Guise (1555–1588). Vyrostla během francouzských náboženských válek, náboženské války mezi protestanty a katolíky. V roce 1570 se provdala za Ludvíka, vévodu z Montpensier, z rodiny Bourbonů.